# Darshak Rupēs
Le Darshak Rupēs sono una struttura geologica della superficie di Mercurio.